# Il mistero del Krang
Il mistero del Krang (The Tar-Aiym Krang) è un romanzo di fantascienza di Alan Dean Foster del 1972.
Si tratta del primo romanzo scritto da A.D. Foster e del secondo episodio nella cronologia interna della serie basata su Pip e Flinx, anche se l'episodio introduttivo in realtà fu scritto più di dieci anni dopo (For Love of Mother-Not, 1983).
Come varie altre opere di Foster è ambientato nello Humanx Commonwealth.
Il romanzo può essere considerato un esempio di space opera, un sottogenere della fantascienza; Riccardo Valla lo accosta in particolare alle opere degli anni d'oro della fantascienza.

## Ambientazione
Il romanzo comincia a Drallar, la capitale del pianeta Falena, una città dalle forti disuguaglianze sociali e dai loschi traffici.
Dopo un movimentato viaggio interstellare l'azione si sposta sul pianeta spazzato dal vento e abbandonato da millenni dove i Tar-Aiym (una specie non umana) hanno realizzato il loro più incredibile manufatto, il Krang.

## Trama
Il giovane Philip Lynx ("Flinx") è il protagonista del romanzo; accompagnato dal suo minidrago Pip possiede blandi poteri telepatici che utilizza per mantenersi esibendosi in strada e al mercato.
Flinx rinviene fortunosamente una mappa stellare sul cadavere di uno sconosciuto.
Viene poi ingaggiato come guida da due scienziati, l'umano Tse-Mallory e il thranx Truzenzuzex, che conduce nel quartiere residenziale dove abita il ricco mercante Malaika.
I due propongono a Malaika di partecipare alla ricerca del Krang, l'ultimo e misterioso frutto dell'antichissima civiltà Tar-Aiym. Si scopre quindi che la mappa stellare in possesso di Flinx riguardava proprio la localizzazione del Krang; alla ricerca del misterioso manufatto parte una nave interstellare sulla quale, oltre ai due scienziati, al mercante e a Flix con il proprio minidrago, viaggiano anche i due piloti della nave e la giovane amante di Malaika.
Il viaggio sarà piuttosto avventuroso e ostacolato da vari antagonisti e si concluderà, come suggerisce il titolo, con la scoperta del mistero del Krang.
Nel corso dell'azione Flinx avrà l'opportunità di affinare il proprio carattere e le proprie doti telepatiche.

## Edizioni
- Alan Dean Foster, The Tar-Aiym Krang, Del Rey Books, 1972, ISBN 0-345-30280-X.

- Alan Dean Foster, Il mistero del Krang, Cosmo Argento, Editrice Nord, 1975, ISBN 88-429-0048-6.